# Spike Chunsoft
Spike Chunsoft是日本的一家电子游戏开发商及发行商，从属于多玩国。公司成立于2012年4月1日，由日本游戏厂商Spike和Chunsoft合并而来。除了合并前两家的游戏系列，Spike Chunsoft还负责了一些西方游戏在日本地区的发行工作。

## 公司作品
| 游戏名称 | 发售日期                                                           | 游戏类型         | 发售平台                                         | 备注                                                 |
| --- | ------------------------------------------------------------------ | ---------------- | ------------------------------------------------ | ---------------------------------------------------- |
| CONCEPTION 產子救世錄 | 2012年4月26日（日本）                                              | 角色扮演         | PlayStation Portable                             | 公司成立后第一款游戏                                 |
| 喧哗番长兄弟：东京之战 喧嘩番長Bros. トーキョーバトルロイヤル                                                                             | 2012年6月21日（日本）                                              | 动作冒险         | PlayStation Portable                             |                                                      |
| 槍彈辯駁 希望學園與絕望高中生 | 2010年11月25日（日本，iOS） 2012年8月27日（日本，Android）         | 冒险             | iOS Android PlayStation Portable Windows         |                                                      |
| 超級槍彈辯駁2 再會了絕望學園 | 2012年7月26日（日本）                                              | 冒险             | PlayStation Portable Windows                     |                                                      |
| 不可思议的迷宫 风来的希煉4 plus 神之眼和恶魔之脐 不思議のダンジョン 風来のシレン4 plus 神の眼と悪魔のヘソ                                 | 2012年10月18日（日本）                                             | 動作角色扮演     | PlayStation Portable                             | 任天堂DS平台《不可思议的迷宫 风来的希煉4》的加强版   |
| 精靈寶可夢不可思议的迷宫 玛格那之门与无限的迷宫 ポケモン不思議のダンジョン マグナゲートと∞迷宮 Pokémon Mystery Dungeon: Gates to Infinity | 2012年11月23日（日本） 2013年3月24日（北美） 2013年5月17日（欧洲） | 動作角色扮演     | 任天堂3DS                                        | 与神奇寶貝公司联合制作，并由神奇寶貝公司与任天堂发行 |
| HEROES' VS | 2013年2月7日（日本）                                               | 格斗动作         | PlayStation Portable                             | 由万代南梦宫游戏发行                                 |
| 名侦探柯南 木偶交响曲 | 2013年4月25日（日本）                                              | 冒险             | 任天堂3DS                                        | 由万代南梦宫游戏发行                                 |
| 極限脫出：9小時9人9扇門 Smart Sound Novel                                                                                                 | 2013年5月29日（日本）                                              | 冒险视觉小说     | iOS                                              | 《極限脫出：9小時9人9扇門》手機移植版                |
| 擦肩合战 すれちがい合戦 Warrior's Way | 2013年6月18日（日本） 2013年7月12日（北美） 2013年6月18日（欧洲）  | 迷你游戏         | 任天堂3DS                                        | 擦肩Mii广场的付费追加下载游戏之一 由任天堂发行       |
| CONCEPTION 2 七星的引导和马兹尔的恶梦 CONCEPTIONII 七星の導きとマズルの悪夢 Conception II: Children of the Seven Stars                    | 2013年8月22日（日本） 2014年4月15日（北美） 2014年5月14日（欧洲）  | 角色扮演         | 任天堂3DS PlayStation Vita                       | 欧美地区交由Atlus发行                                |
| 槍彈辯駁1·2 Reload ダンガンロンパ1・2 Reload                                                                                              | 2013年10月10日（日本） 2014年1月16日（台港）                       | 冒险             | PlayStation Vita                                 | 首次推出的官方中文游戏                               |
| 进击的巨人 人类最后之翼 | 2013年12月5日（日本）                                              | 动作             | 任天堂3DS                                        |                                                      |
| 化石挖掘者 无限齿轮 カセキホリダー ムゲンギア Fossil Fighters: Frontier                                                                   | 2014年2月27日（日本） 2015年（北美） 2015年（欧洲）                | 角色扮演         | 任天堂3DS                                        | 与Red Entertainment联合开发，由任天堂发行            |
| JUMP明星大乱斗V ジェイスターズ ビクトリーバーサス J-STARS Victory VS                                                                      | 2014年3月19日（日本）                                              | 格斗             | PlayStation 3 PlayStation Vita                   | 由万代南梦宫游戏发行                                 |
| 名侦探柯南 幻影狂想曲 | 2014年4月17日（日本）                                              | 冒险             | 任天堂3DS                                        | 由万代南梦宫游戏发行                                 |
| 絕對絕望少女 槍彈辯駁Another Episode | 2014年9月25日（日本）                                              | 第三人稱射擊冒险 | PlayStation 4 PlayStation Vita Windows           |                                                      |
| 进击的巨人 人类最后之翼 CHAIN | 2014年12月4日（日本）                                              | 动作             | 任天堂3DS                                        |                                                      |
| 喧哗番长6 魂与血 喧嘩番長6〜ソウル&ブラッド〜                                                                                             | 2015年1月15日（日本）                                              | 动作冒险         | 任天堂3DS                                        |                                                      |
| 憂世之志士 | 2015年1月29日                                                      | 動作冒險         | PlayStation 3                                    |                                                      |
| 憂世之浪士 | 2015年2月11日                                                      | 動作冒險         | PlayStation Vita                                 |                                                      |
| 世界树与不思议的迷宫 | 2015年3月5日（日本） 2015年4月7日（北美）                          | 动作冒险         | 任天堂3DS                                        | 由Atlus发行                                          |
| 不可思議的迷宮 風來的西林5 plus 命運塔與命運的骰子 不思議のダンジョン 風来のシレン5 plus フォーチュンタワーと運命のダイス                 | 2015年6月4日                                                       | 動作角色扮演     | PlayStation Vita                                 | 任天堂DS平台《不可思议的迷宫 风来的西林5》的加强版   |
| 不可思議編年史 不獲勝利絕不回頭 不思議のクロニクル 振リ返リマセン勝ツマデハ                                                               | 2015年7月30日                                                      | 動作角色扮演     | PlayStation 4 PlayStation Vita Windows           | 《片道勇者》的衍生作品                               |
| 精靈寶可夢超不可思議的迷宮 ポケモン超不思議のダンジョン                                                                                   | 2015年9月17日                                                      | 動作角色扮演     | 任天堂3DS                                        | 與精靈寶可夢公司共同開發                             |
| 宏偉王國 グランキングダム | 2015年11月19日（日本）                                             | 策略模擬         | PlayStation 4 PlayStation Vita                   | 由Monoqlo開發                                        |
| 亡者戰記 -在另一側的天空下- | 2015年12月17日                                                     | 角色扮演         | PlayStation 4 PlayStation Vita                   | 由tri-Ace開發                                        |
| 航海王 Burning Blood | 2016年4月21日（日本）                                              | 格鬥             | Windows PlayStation 4 PlayStation Vita Xbox One  | 由萬代南夢宮娛樂發行                                 |
| 喧嘩番長乙女 | 2016年5月19日                                                      | 冒險             | PlayStation Vita                                 | 由Red Entertainment開發                              |
| 極限脫出 刻之困境 | 2016年6月30日                                                      | 冒險             | 任天堂3DS PlayStation 4 PlayStation Vita Windows |                                                      |
| 新槍彈辯駁V3 大家的自相殘殺新學期 | 2017年1月12日                                                      | 冒險             | PlayStation 4 PlayStation Vita Windows           |                                                      |
| 殘機為零 | 2018年7月5日                                                       | 角色扮演         | PlayStation 4 PlayStation Vita Windows           |                                                      |
| JUMP FORCE | 2019年2月15日                                                      | 格鬥             | PlayStation 4 Xbox One Windows                   | 由萬代南夢宮娛樂發行                                 |
| AI：夢境檔案 | 2019年9月18日                                                      | 冒險             | PlayStation 4 任天堂Switch Windows               |                                                      |
| 侍道外傳 刀神 [] 错误：{{Lang}}：无文本（帮助）                                                                                           | 2020年2月20日                                                      | 動作角色扮演     | PlayStation 4 任天堂Switch Windows               |                                                      |
| 一拳超人 無名英雄 | 2020年2月27日                                                      | 格鬥             | PlayStation 4 Xbox One Windows                   |                                                      |
| 寶可夢不可思議的迷宮 救難隊 DX | 2020年3月6日                                                       | 動作角色扮演     | 任天堂Switch                                     |                                                      |
| Re：從零開始的異世界生活 虛假的王選候補                                                                                                   | 2021年1月28日                                                      | 戰略冒險         | PlayStation 4 Nintendo Switch Windows（Steam）   |                                                      |
| AI：夢境檔案 涅槃肇始 | 2022年6月23日 Windows平台則於6月25日                               | 冒險             | PlayStation 4 任天堂Switch Xbox One Windows      |                                                      |
| 來自深淵 朝向黑暗的雙星 | 預定 2022 年                                                       | 動作角色扮演     | PlayStation 4 Nintendo Switch Windows（Steam）   |                                                      |
| 超偵探事件簿_霧雨謎宮 | 2023年6月30日                                                      | 推理冒險遊戲     | Nintendo Switch                                  |                                                      |